# Plazoleta de la Merced

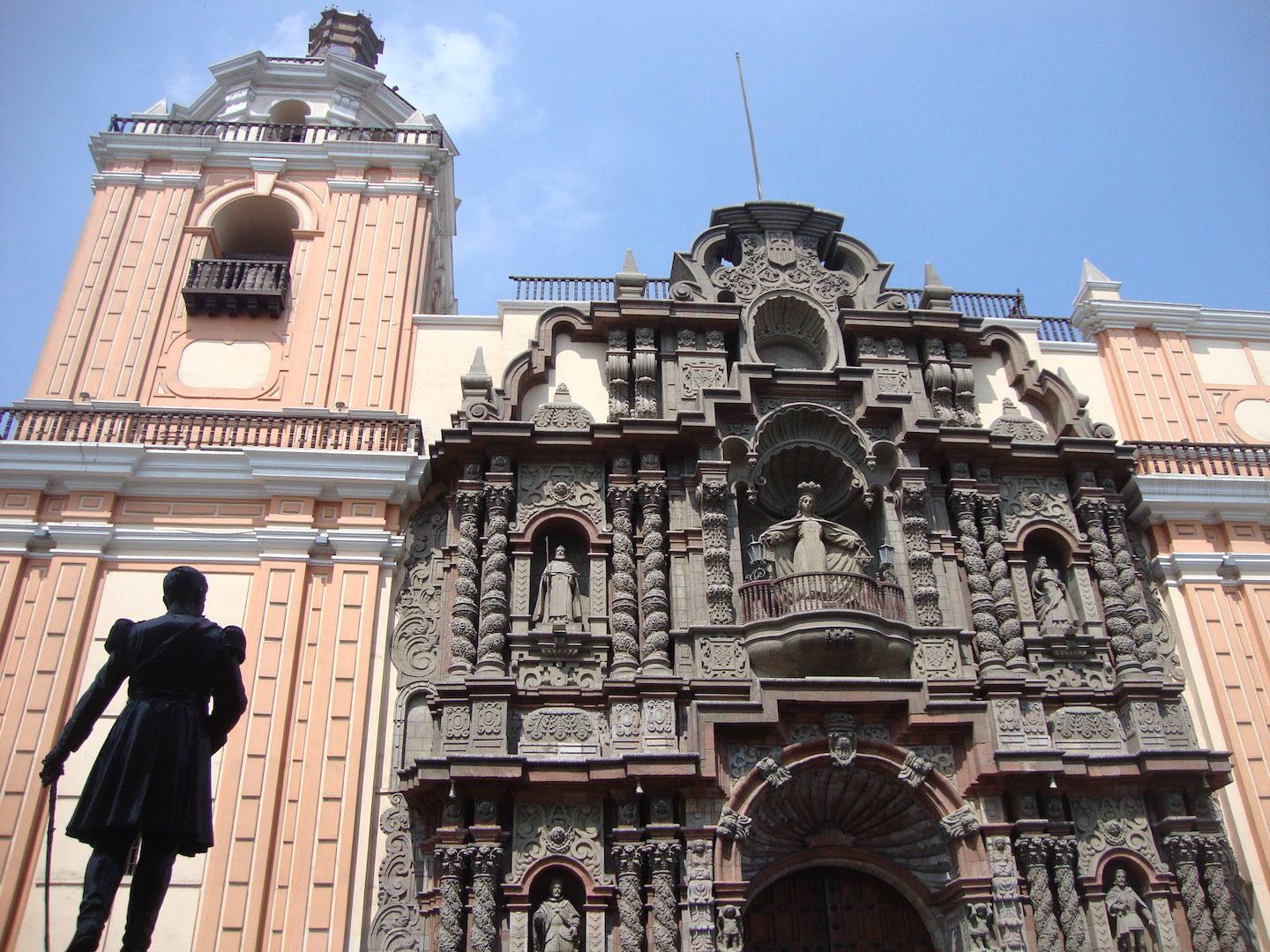
Basílica de la Merced

La plazoleta de la Merced es una plazoleta ubicada en la actual quinta cuadra del jirón de la Unión, intersección con el jirón Huancavelica, dentro del damero de Pizarro en el centro histórico de la ciudad de Lima, capital del Perú.

## Historia
Ubicada en frente de la Basílica de la Merced, esta plazoleta fue escenario de dos importantes momentos políticos en la historia republicana del Perú. En 1821, el libertador José de San Martín lanzó una de las proclamas de la independencia del Perú en esta plazoleta. Anteriormente, lo había hecho ya en la ciudad de Huaura y en la plaza de Armas de Lima. 
Posteriormente, el 1 de junio de 1956, el entonces candidato a la presidencia de la república, Fernando Belaúnde Terry, realizó una marcha como protesta ante la acción del JNE, que no accedía a inscribir su candidatura a escasos dieciséis días de las elecciones. Esta marcha de protesta fue reprimida mediante chorros de agua lanzados contra el candidato, pero logró que el órgano estatal inscribiera su candidatura. Belaúnde perdió la elección de ese año ante Manuel Prado Ugarteche.

## Monumentos
La pequeña plazoleta cuenta con una efigie de bronce del expresidente Ramón Castilla, obra del escultor David Lozano, así como un pequeño monolito con una placa conmemorativa del expresidente Fernando Belaúnde, puesta por su partido, Acción Popular. Finalmente, también cuenta con una placa conmemorativa de la proclamación de la independencia realizada por el libertador San Martín. 
Esta plaza está rodeada de dos frontis clásicos de la ciudad: el de la Basílica de la Merced, que muestra su estilo barroco, y el del local central del banco Interbank.